# 高橋町 (岡崎市)
高橋町（たかはしちょう）は、愛知県岡崎市の町名。7の小字が設置されている。

## 地理
岡崎市南西部に位置し、東は上青野町、西は合歓木町、南は下青野町、北は安城市村高町に接する。

### 河川
- 矢作川

### 小字
- 宇多利（うだり）
- 郷北（ごうきた）
- 郷西（ごうにし）
- 堤外（ていがい）
- 土呂道（とろみち）
- 一二三（ひふみ）
- 屋敷（やしき）

## 世帯数と人口
2024年（令和6年）1月1日現在の世帯数と人口は以下の通りである。
| 町丁   | 世帯数 | 人口  |
| ------ | ------ | ----- |
| 高橋町 | 78世帯 | 219人 |

## 学区
市立小・中学校に通う場合、学区は以下の通りとなる。
| 番・番地等 | 小学校                   | 中学校               | 高等学校普通科 |
| ---------- | ------------------------ | -------------------- | -------------- |
| 全域       | 岡崎市立六ツ美中部小学校 | 岡崎市立六ツ美中学校 | 三河学区       |

## 歴史
碧海郡高橋新田村を前身とする。

### 町名の由来
端田を集めて成立したことによるとされる。

### 沿革
- 1878年（明治11年）12月28日 - 高橋新田村が高橋村に改称[7]。
- 1889年（明治22年）10月1日 - 町村制施行・合併に伴い、碧海郡阿乎美村大字高橋となる[7]。
- 1891年（明治24年）11月10日 - 分村に伴い、合歓木村大字高橋となる[7]。
- 1906年（明治39年）5月1日 - 合併に伴い、六ツ美村大字高橋となる[8]。
- 1958年（昭和33年）10月15日 - 町制施行に伴い、六ツ美町大字高橋となる[8]。
- 1962年（昭和37年）10月15日 - 岡崎市へ編入し、同市高橋町となる[8]。

## 施設
- カネ美食品岡崎工場
- フタバ産業高橋工場
- マキタ岡崎工場（一部）

## その他

### 日本郵便
- 郵便番号 : 444-0231[2]（集配局：岡崎郵便局[9]）。